# Roman Vartolomeu
Roman Vartolomeu (9 de mayo de 1950) es un deportista rumano que compitió en piragüismo en la modalidad de aguas tranquilas.
Participó en los Juegos Olímpicos de Múnich 1972, obteniendo una medalla de plata en la prueba de K4 1000 m. Ganó una medalla de bronce en el Campeonato Mundial de Piragüismo de 1973 en la prueba de K1 4 × 500 m.

## Palmarés internacional
| Juegos Olímpicos   | Juegos Olímpicos    | Juegos Olímpicos  | Juegos Olímpicos |
| Año                | Lugar               | Medalla           | Evento           |
| ------------------ | ------------------- | ----------------- | ---------------- |
| 1972               | Múnich (RFA)        | Medalla de plata  | K4 1000 m        |
| Campeonato Mundial |                     |                   |                  |
| Año                | Lugar               | Medalla           | Evento           |
| 1973               | Tampere (Finlandia) | Medalla de bronce | K1 4 × 500 m     |